# Eselsberg (Ulm)
Der Eselsberg ist ein Stadtteil im Nordwesten von Ulm, der nach einer 620 m ü. NN hohen Erhebung am Rand der Schwäbischen Alb benannt ist. Man unterscheidet zwischen den Bereichen „Alter Eselsberg“ und „Neuer Eselsberg“ (Neubaugebiet Eselsberg).

## Geschichte

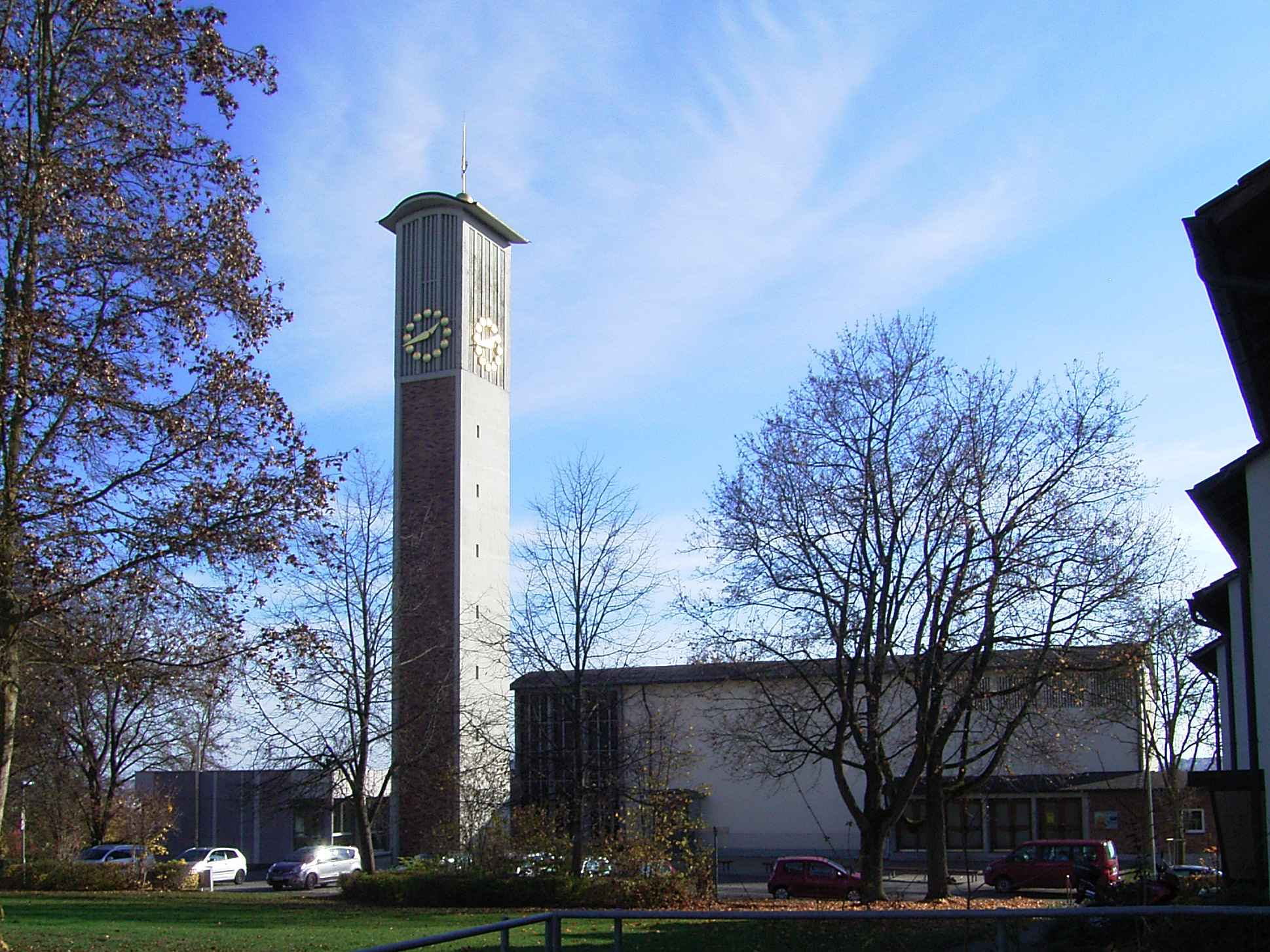
Seit 1957 gehört die evangelische Lukaskirche zu den stadtteilprägenden Gebäuden am Ulmer Eselsberg

Etwa bis zum Ende des Dreißigjährigen Krieges wurde an den südexponierten Hängen Wein angebaut. Der untere Teil, der zur Gemarkung Söflingen gehörte, hieß demzufolge „Söflinger Weinberge“. Noch heute weisen viele Straßennamen im Stadtteil auf die Bedeutung des Eselsbergs als Weinbaugebiet hin, z. B. Kelternweg, Trollingerweg, Ruländerweg usw. Mitte des 19. Jahrhunderts wurden im Zuge des Baus der Bundesfestung auch mehrere Forts auf dem Eselsberg errichtet.
Als nach dem Zweiten Weltkrieg der Wiederaufbau begann, machte sich in Ulm bald ein Wohnungsmangel bemerkbar, so dass die Bebauung des alten Eselsbergs in den 1950er Jahren rasant anstieg. Die Baucharakteristik jener Zeit lässt sich vor allem am Einkaufszentrum am Stifterweg ablesen. Auch die drei das Stadtbild prägenden Hochhäuser am Eselsberg gehen auf diese Zeit zurück. Hinzu kam 1956 die katholische St. Maria Suso-Kirche sowie 1957 die evangelische Lukaskirche. 
Gegen Ende des 20. Jahrhunderts erzwang die Wohnungslage in Ulm ein intensives „Nachverdichten“ am alten Eselsberg. Seit den 1980er Jahren kam es dann am zuvor unbebauten westlichen Eselsberg, auch „Neuer Eselsberg“ genannt, ebenfalls zur Entstehung schnell wachsender Neubaugebiete, so dass heute fast die gesamten Hänge des Eselsbergs hin zum Blautal bebaut sind.
Seit Mitte der 1960er Jahre ist der Obere Eselsberg auch Sitz der Universität Ulm sowie mehrerer Kliniken, wie z. B. das Bundeswehrkrankenhaus Ulm, eine große Reha-Klinik und die Universitätskliniken. Bis zum Abzug der US-Amerikaner aus Ulm und Neu-Ulm wohnten am Hasenkopf (unterhalb der Universität Ulm) US-Soldaten-Familien in den Ford-Housings. Unmittelbar benachbart ist ein großes Kasernengelände, das ab den 1950er Jahren von US-Truppen belegt war und Ford Barracks benannt wurde. Seit der anschließenden Nutzung durch die Bundeswehr hat die Kaserne wieder ihren ursprünglichen Namen „Hindenburgkaserne“. Ab 2016 suchte die Stadt Ulm im Rahmen eines zweistufigen städtebaulichen Wettbewerbes Lösungen für ein neues zentrales Stadtquartier auf dem Kasernengelände. Dieses soll durch seine hohe Dichte und vielfältigen Nutzungen ein Zentrum für den gesamten unteren Eselsberg werden. Im Herbst 2019 begannen die Erschließungsarbeiten für das neue Quartier "Am Weinberg".

## Wissenschaftsstadt
Ab Mitte der 1980er Jahre wurden im Zuge der Gründung der „Wissenschaftsstadt“ weitere Universitätsbauten am Oberen Eselsberg errichtet. Später kam es zur Ansiedelung von Forschungs- und Entwicklungszentren namhafter Unternehmen wie Daimler AG, Nokia und Siemens.  Die einzelnen Ausbaustufen der „Wissenschaftsstadt“ werden mit dem englischen Begriff „Science Park“ und den Nummern I bis III bezeichnet. Nach Angaben der IHK Ulm arbeiten mittlerweile täglich 12.500 Menschen (Stand 2014) in der Wissenschaftsstadt, was sie zu einem der wichtigsten Wirtschaftsstandorte in Ulm macht. Im zweiten Quartal 2015 soll mit der Entwicklung eines neuen, 40 Hektar großen Geländes für den „Science Park III“ begonnen werden.
Erwähnenswert sind auch die im Neubauquartier „Sonnenfeld“ im Zuge der Expo 2000 errichteten Häuser in Passivhausbauweise und das „Energon“, das größte Bürohaus dieser Art, im „Science Park II“.

## Verkehrsanbindung
Erreichbar ist der Eselsberg von Norden über den „Berliner Ring“ (Ausfahrt A 8, Ulm-West, B10, zweite Abfahrt Ulm-Lehr) oder von Süden über die B 10 aus Richtung Neu-Ulm kommend.
Eine gute Anbindung an öffentliche Verkehrsmittel ist vorhanden. So bedienen sowohl die Buslinien 5, 6 und 8 sowie N2 und N3 als auch die Ende Dezember 2018 eröffnete Straßenbahnlinie 2 zahlreiche Haltestellen; durch die hohe Liniendichte wird auf Teilstrecken zu manchen Zeiten ein 3-Minuten-Takt erreicht.
Sowohl durch die Wissenschaftsstadt als auch über den Eselsberg führt der Fränkisch-Schwäbische Jakobsweg, ein Pilgerweg, der zum Ulmer Münster und hernach über den Oberschwäbischen Jakobsweg und entsprechende Anschlüsse weiter nach Spanien führt.